# Baići
Baići is een plaats in de gemeente Netretić in de Kroatische provincie Karlovac. De plaats telt 1 inwoners (2001).